# Jean-Baptiste Lamarck
Jean-Baptiste de Monet Lamarck (1. kolovoza 1744. – Pariz, 18. prosinca 1829.), francuski botaničar i zoolog. 

## Životopis
Jean-Baptiste Lamarck, odnosno punog imena Jean-Baptiste Pierre Antoine De Monet, Chevalier de Lamarck, rođen je 1. kolovoza 1774. godine kao jedanaesto dijete baruna Pierrea de Moneta, plemića von Lamarck.
Sa 11 godina odlazi u isusovački kolegij u Amien. Nakon očeve smrti, 1759. godine, napušta samostan te odlazi u francusku vojsku, boreći se u Sedmogodišnjem ratu. U vojarnama Toulona i Monaca upoznaje biljni svijet te se posvećuje sustavnoj botanici. Zbog bolesti se umirovljuje te odlazi u Pariz. Radio je prvo u banci, a zatim studira medicinu (1770.-1774.). Nedovršava studij medicine nego nastavlja istraživanja u botaničkom vrtu. U Parizu je završava svoje prvo veliko djelo „Flore Française” (1779.). Kasnije je primljen u parišku Akademiju znanosti, kao član razreda za botaniku. Kad je utemeljen pariški Prirodoslovni muzej 1793. godine, ondje je dobio mjesto profesora zoologije. Umro je 28. prosinca 1829. u Parizu. Posljednjih deset godina života bio je slijep.
U biologiji se rabi kratica Lam. kad se citira botaničko ime.

### Članci
- Kešina, Ivan. 2007. Je li lamarkizam još živ. Crkva u svijetu. Sveučilište u Splitu - Katolički bogoslovni fakultet. Split. 42 (4): 690–710